# Hombre de Cheddar

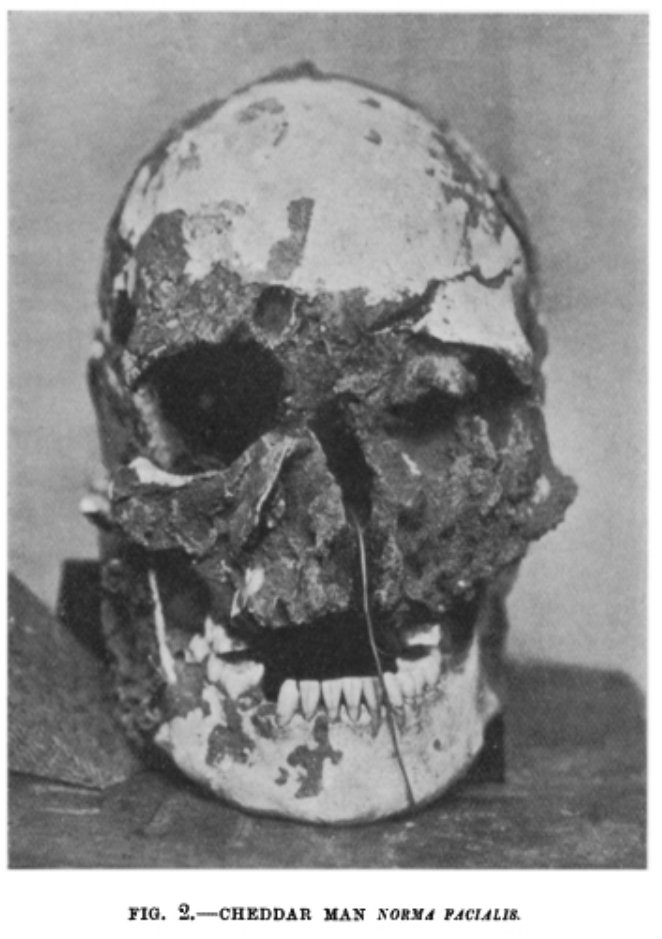
Cráneo del hombre de Cheddar

El hombre de Cheddar es un fósil humano masculino encontrado en 1903 en la cueva de Gough de la garganta de Cheddar, Somerset, Inglaterra. Los restos datan del Mesolítico (alrededor de 10 000 años antes del presente), y es el esqueleto completo de Homo sapiens más antiguo hallado en Gran Bretaña. Su cráneo presenta un agujero que bien puede ser el resultado de una infección o bien puede provenir de su excavación.

## Descubrimiento y descripción
Encontrado en 1903, los restos se conservan en el Museo de Historia Natural de Londres, actualmente en exhibición en la galería Human Evolution. Una réplica del esqueleto se exhibe en el Museo del Hombre de Cheddar y de los Caníbales en la localidad de Cheddar. La cueva de Gough había sido utilizada previamente para el canibalismo, la exhibición de trofeos o el entierro secundario de humanos prehistóricos paleolíticos.
Es el esqueleto humano completo más antiguo de Gran Bretaña, estimándose que migró de la Europa continental a las islas británicas al final de la última Edad de Hielo. Una gran lesión similar a un cráter justo por encima de la cavidad orbitaria derecha del cráneo sugiere que el hombre de Cheddar pudo haber sufrido alguna infección ósea, que tenía una dieta relativamente buena a base de vegetales y carne y que falleció poco antes de los treinta años de edad.
Genéticamente, perteneció al grupo de cazadores-recolectores occidentales que entonces poblaban Europa Occidental, emparentado por ello con otros individuos mesolíticos descubiertos en España, Hungría y Luxemburgo y cuyo análisis de ADN de los restos reveló que mostraban la misma curiosa combinación física de ojos claros y piel oscura, así como intolerancia a la lactosa.

## Estudios

### Prueba de ADN
En 1996, Bryan Sykes de la Universidad de Oxford fue el primero en secuenciar el ADN mitocondrial del hombre de Cheddar, con ADN extraído de uno de sus molares. Se determinó que el hombre de Cheddar pertenecía al haplogrupo U5, típico de los restos humanos mesolíticos en Europa. Sykes obtuvo ADN del diente del hombre de Cheddar de 9000 años de antigüedad y de un diente de 12 000 años hallado en la misma cueva. Alrededor del 10% de los europeos pertenecen al haplogrupo U5. Los resultados de 1996 no fueron sometidos a revisión por pares y se sugirió que la secuencia provenía de la contaminación de ADN moderno.

### Secuenciación genómica completa
El genoma completo fue extraído del peñasco del hueso temporal por un equipo dirigido por Ian Barnes, líder de investigación en el Museo de Historia Natural en 2018. Los resultados de su secuenciación sugirieron que el hombre de Cheddar tenía ojos claros, probablemente azules o tal vez verdes o avellana, piel oscura a negra y pelo oscuro, rizado u ondulado, así como intolerancia a la lactosa.
No se estableció un vínculo genético con otros esqueletos de la cueva de Gough, que son 5000 años más antiguos que el hombre de Cheddar, pero sí se concluyó que aproximadamente el 10% de los ancestros de los británicos modernos autóctonos proviene de esta población europea del Mesolítico inicial, que incluye al hombre de Cheddar. El resto de la ascendencia británica moderna proviene de inmigrantes posteriores llegados en dos grandes oleadas, primero agricultores neolíticos procedentes del sureste y luego en la Edad del Bronce de pueblos pastoriles indoeuropeos desde el noreste, ambos de piel clara y tolerantes a la lactosa.